# Henry Hollingsworth
Henry Hollingsworth (n. 5 septembrie 1997) este un canotor ce a reprezentat Statele Unite ale Americii, medaliat olimpic. A participat la 1 ediție a Jocurilor Olimpice (2024) în care a câștigat 1 medalie de bronz.

## Participări
Lista de mai jos prezintă principalele competiții la care a participat Henry Hollingsworth de-a lungul carierei.
- Canotaj la Jocurile Olimpice de vară din 2024 - Opt rame cu cârmaci masculin